# Citroën DS

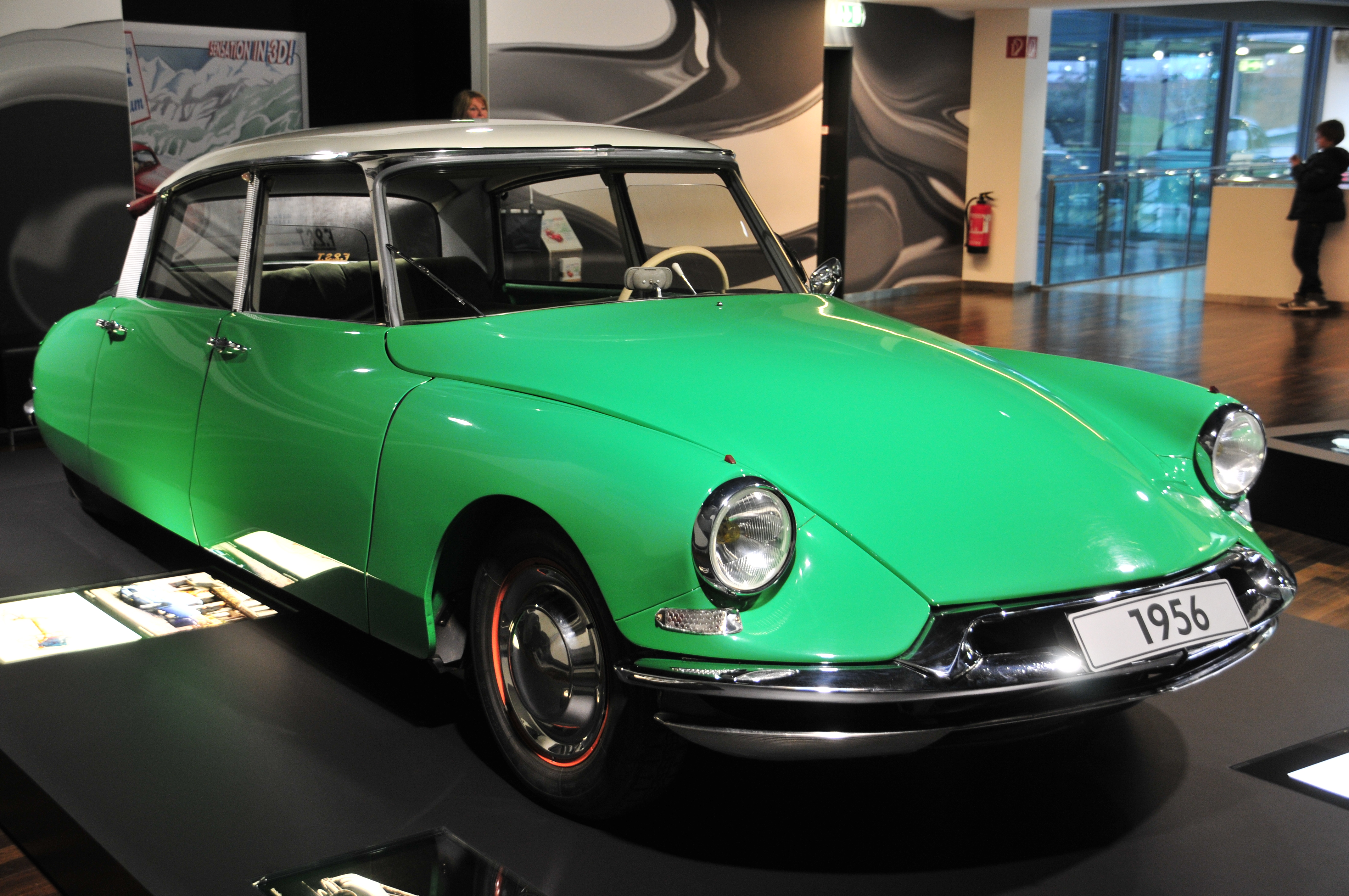
'Eerste neus' (modeljaren 1956-1962)

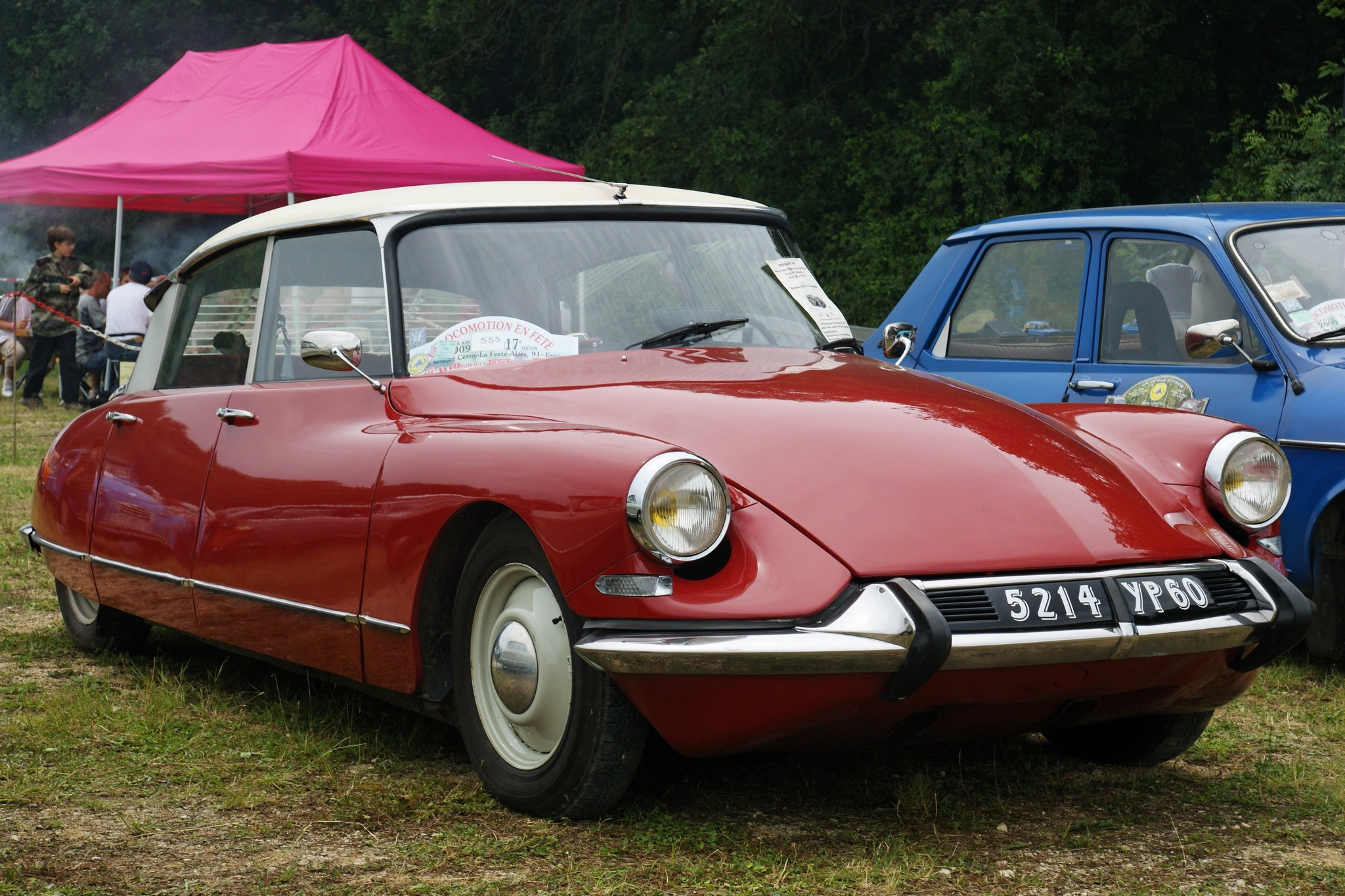
'Tweede neus' (modeljaren 1963-1967)

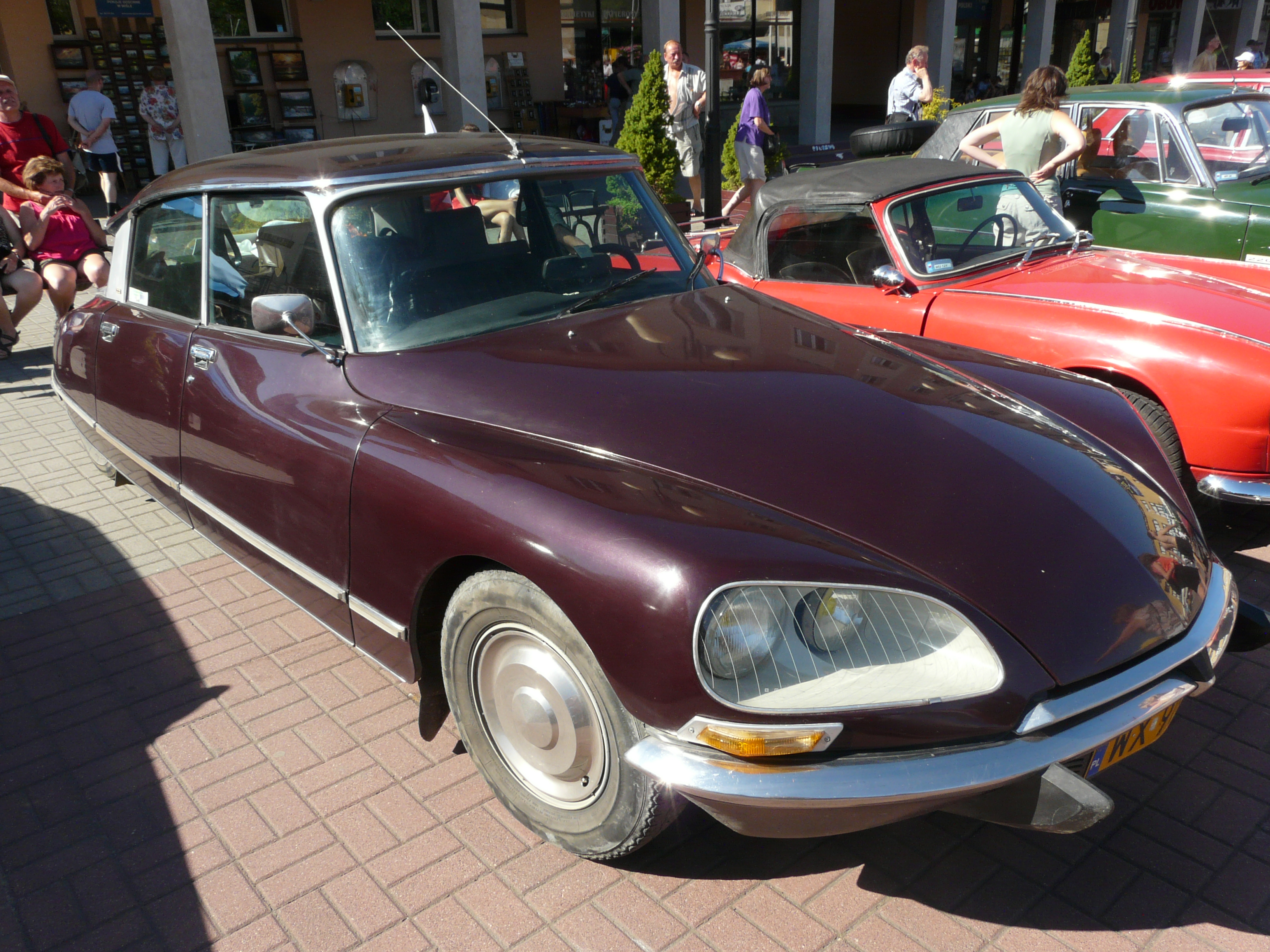
'Derde neus' (modeljaren 1968-1975)

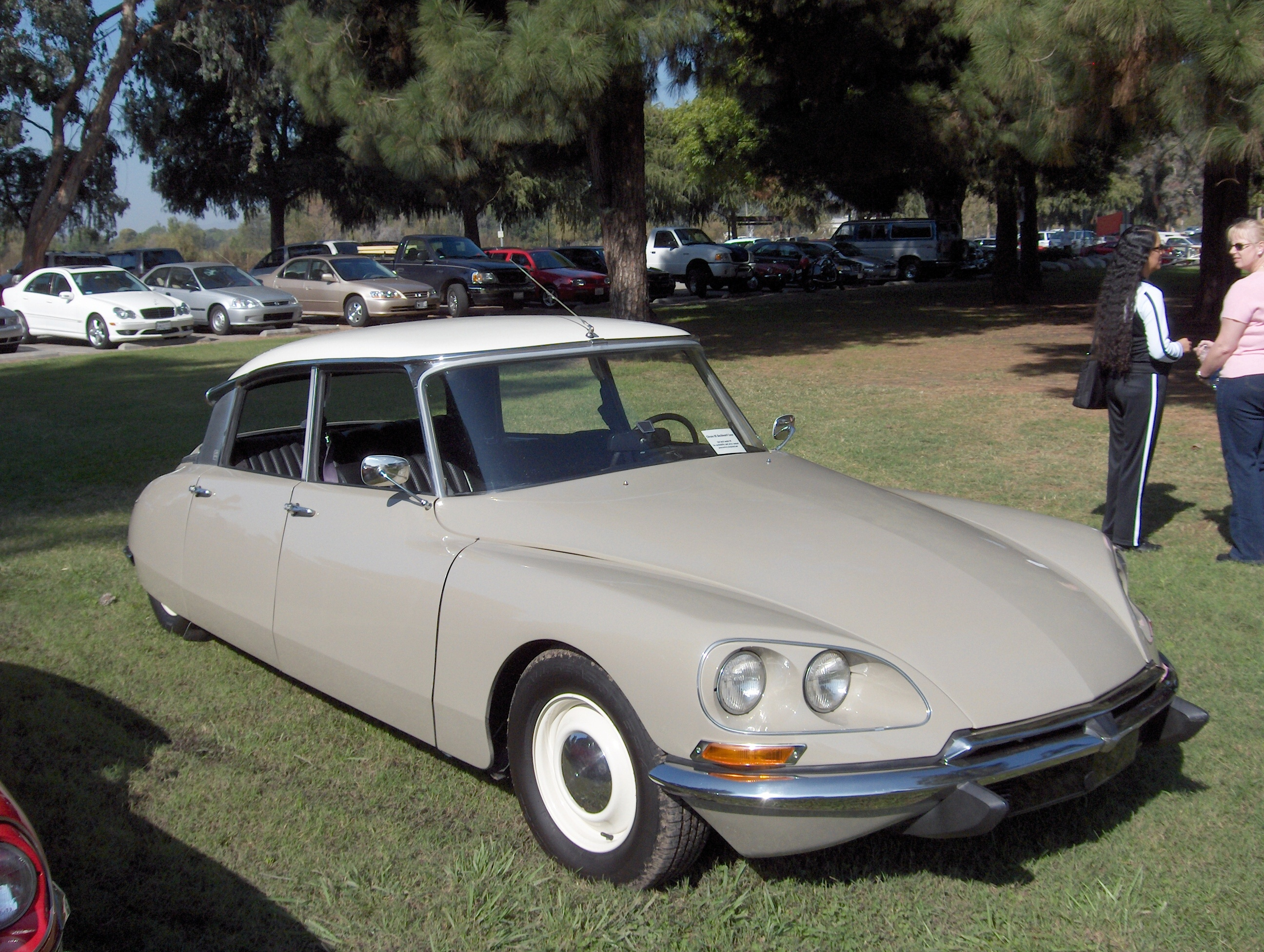
Een ID uit 1970, uitgevoerd met de in de USA toen verplichte 'sealed beam' koplampen, zonder afdekruiten (bij deze auto waarschijnlijk naderhand aangebracht, want de auto mist de specifieke Amerikaanse knipperlichten)

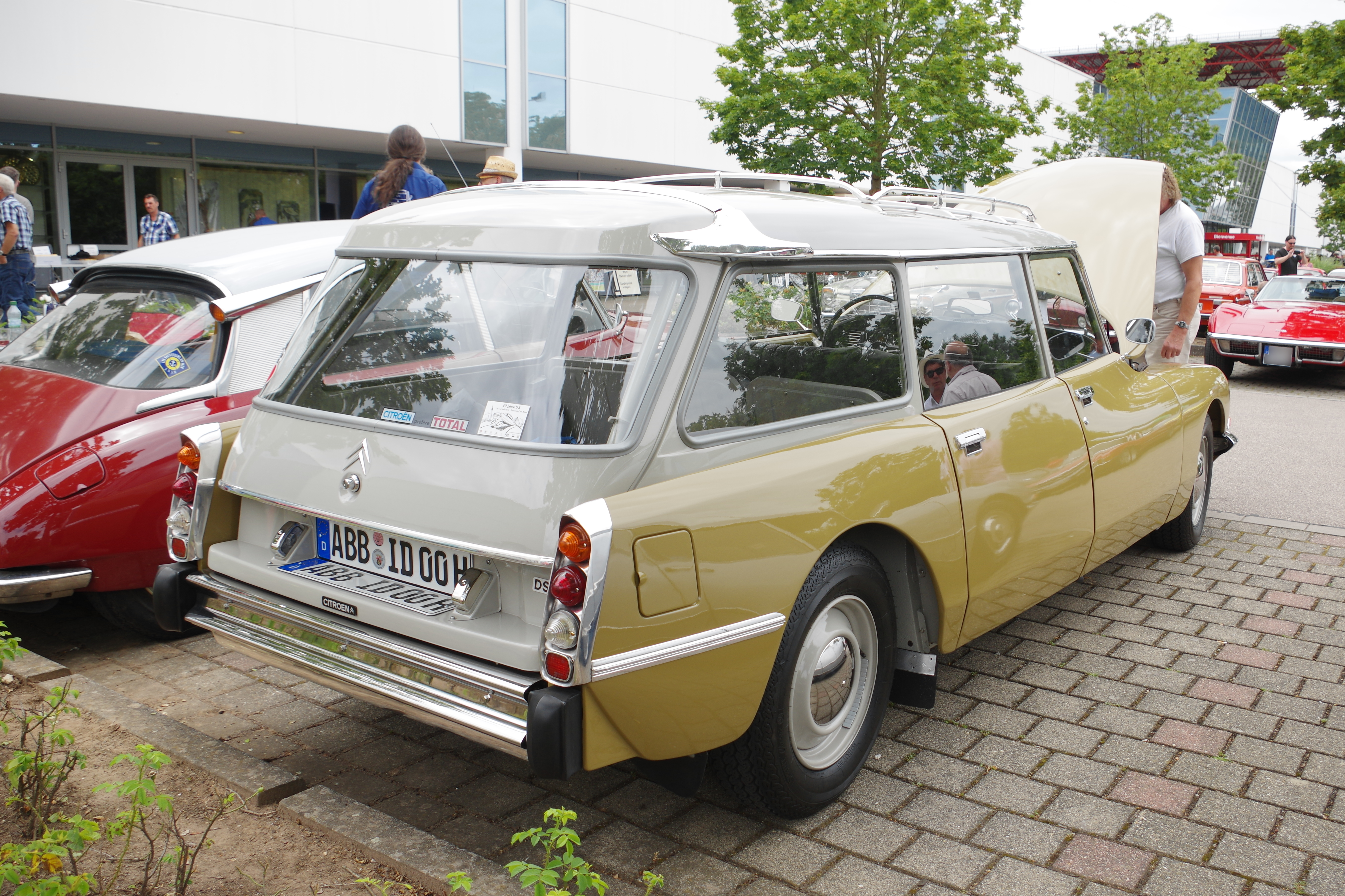
Citroën ID Break Familiale. Vier versies waren leverbaar: Break, Commerciale, Familiale en Ambulance, in twee uitvoeringsvarianten; Luxe en Confort. De in België geassembleerde breaks hadden een lichtblauw dak in plaats van grijs. Zie ook de tweede kentekenplaat op de laadklep, die het mogelijk maakte om met geopende klep lange voorwerpen te vervoeren

De Citroën DS is een automodel van het Franse merk Citroën. In het Frans spreekt men de naam uit als 'déesse', wat 'godin' betekent. Hiervan is ook de troetelnaam 'godin van de weg' afgeleid. Andere bijnamen zijn Snoek en Strijkijzer (Vlaanderen, Nederland), Snoekebek (Friesland), Haifisch (Duitsland: 'haai'), Flunder (Duitsland: 'schol'), Tiburón (Spanje: 'haai'), Squalo (Italië: 'haai'), Boca de Sapo (Portugal: 'kikkerbek' en Padde (Vlaanderen, Noorwegen).

## Geschiedenis
De DS werd op 6 oktober 1955 gepresenteerd op de autosalon van Parijs en sloeg in als een bom ('La Bombe Citroën'). In het voorafgaande decennium hadden de Franse kranten, behoudens aan de dood van Stalin in 1953, aan geen enkel nieuwsitem zoveel regels gewijd als aan dit evenement. De auto had verschillende eigenschappen en toegepaste technieken die tot dan toe nog niet in één auto waren gecombineerd. Op de eerste dag werden beweerdelijk 12.000 orders voor de nieuwe auto geplaatst en aan het eind van de week zou dit zelfs zijn opgelopen tot 80.000, een aantal dat de fabriek voor grote productieproblemen plaatste. Pas in de loop van 1956 kon men feitelijk beginnen met afleveren. In de tussentijd waren al heel wat bestellingen geannuleerd. Eind 1956 kwam een eenvoudigere versie op de markt: de ID.
De ID/DS werd door Citroën in verschillende carrosserie-uitvoeringen geleverd: berline (sedan), break (stationwagen), en décapotable (cabriolet). Daarnaast werden op basis van de 'break' door diverse carrosseriebouwers ook ambulances gebouwd. Henri Chapron, die voor Citroën de cabriolet en de 'prestige' vervaardigde, bouwde ook diverse coupés, cabrio's en berlines van eigen ontwerp onder eigen (model)naam. Daarnaast hebben tientallen andere carrosseriebedrijven in diverse landen speciale modellen op basis van de ID/DS gebouwd. Deze aanpassingen waren relatief eenvoudig te verwezenlijken omdat de auto - anders dan zijn voorganger, de Traction Avant - geen zelfdragende carrosserie had, maar losse (geschroefde) carrosseriedelen op een zeer stijf platform. Daar kon iedereen dus vrijelijk op improviseren.
De DS bereikte bij de verkiezing van de 'auto van de eeuw' in 1999 de derde plaats (de Ford Model T eindigde op 1 en de Mini op 2) en werd door een panel van vooraanstaande auto-ontwerpers, aangezocht door het Britse magazine 'Classic & Sports Car', uitgeroepen tot 'mooiste auto aller tijden'.

## Sleutelfiguren in de ontwikkeling
De techniek van de DS is ontwikkeld onder leiding van André Lefèbvre, een van oorsprong vliegtuigbouwkundig ingenieur die voordien bij Voisin aan raceauto's had gewerkt en die alles adoreerde wat modern en vernieuwend was. Hij kreeg de leiding over een groep oorspronkelijke denkers die Pierre-Jules Boulanger als toenmalig algemeen directeur van Citroën al vóór en tijdens de Tweede Wereldoorlog bijeen had gebracht: 'l'usine des cervaux'; de 'hersenfabriek'. Of betrokkenen een geijkte scholing of ervaring hadden deed niet ter zake: ze waren puur geselecteerd op inventiviteit. Dit had een groepje echte uitvinders opgeleverd die helemaal de vrije hand kregen en daarmee oplossingen bereikten die door conventionele technici nooit zouden zijn bedacht. Zo werd het hydraulisch systeem met de hydropneumatische vering, die een combinatie van eigenschappen had die voordien technisch voor onmogelijk werd gehouden, geheel ontworpen door de zeer bescheiden geschoolde, maar briljante Paul Magès. Het voor die tijd spectaculaire koetsontwerp was van de toenmalige chef-ontwerper van Citroën, de eveneens als beeldhouwer en architect gelauwerde Italiaan Flaminio Bertoni, die ook de Traction Avant, de Deux-Chevaux, en de Ami modelleerde.

## Techniek

### Vernieuwende techniek en materialen

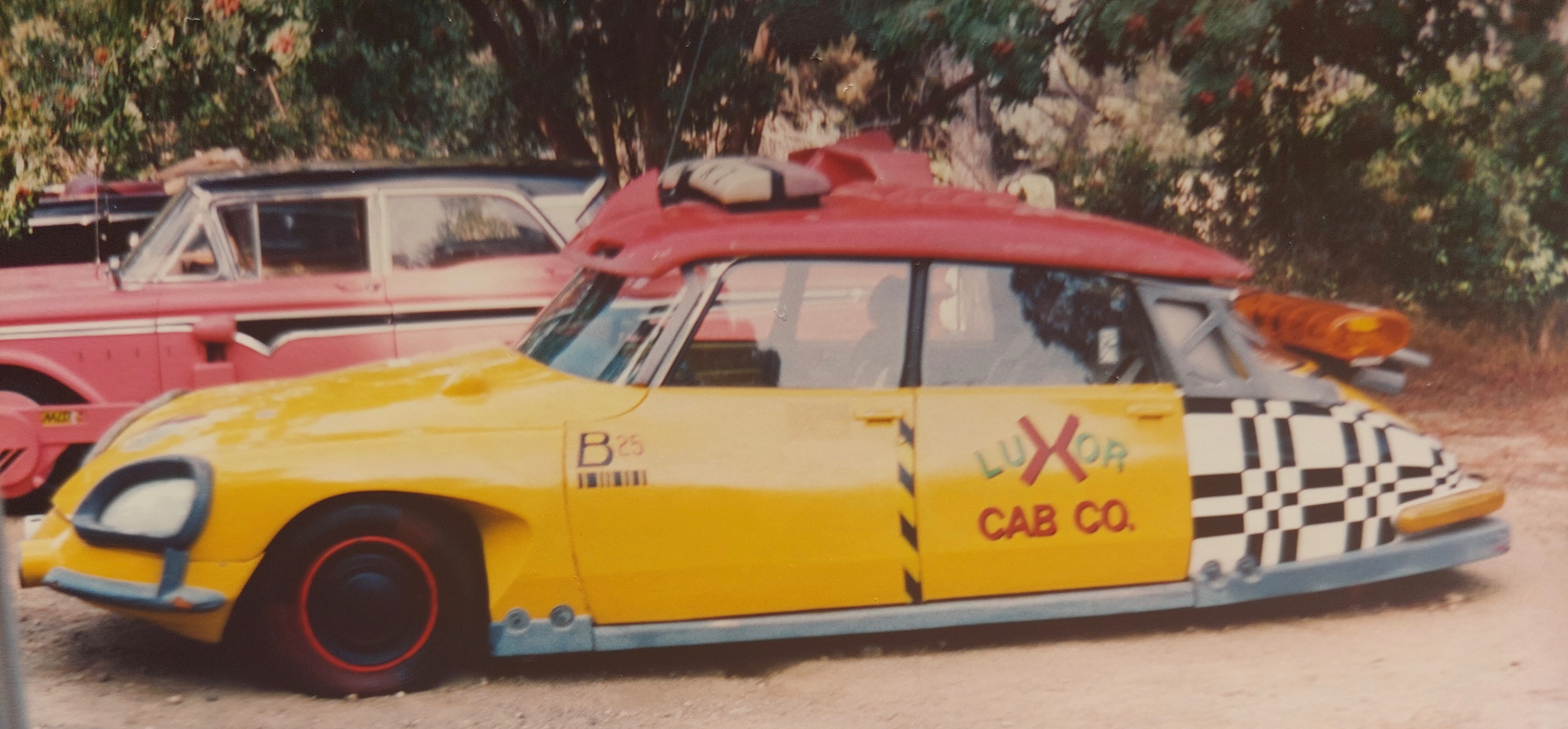
De vliegende taxi in de film 'Back to the future II' werd gebaseerd op een DS.

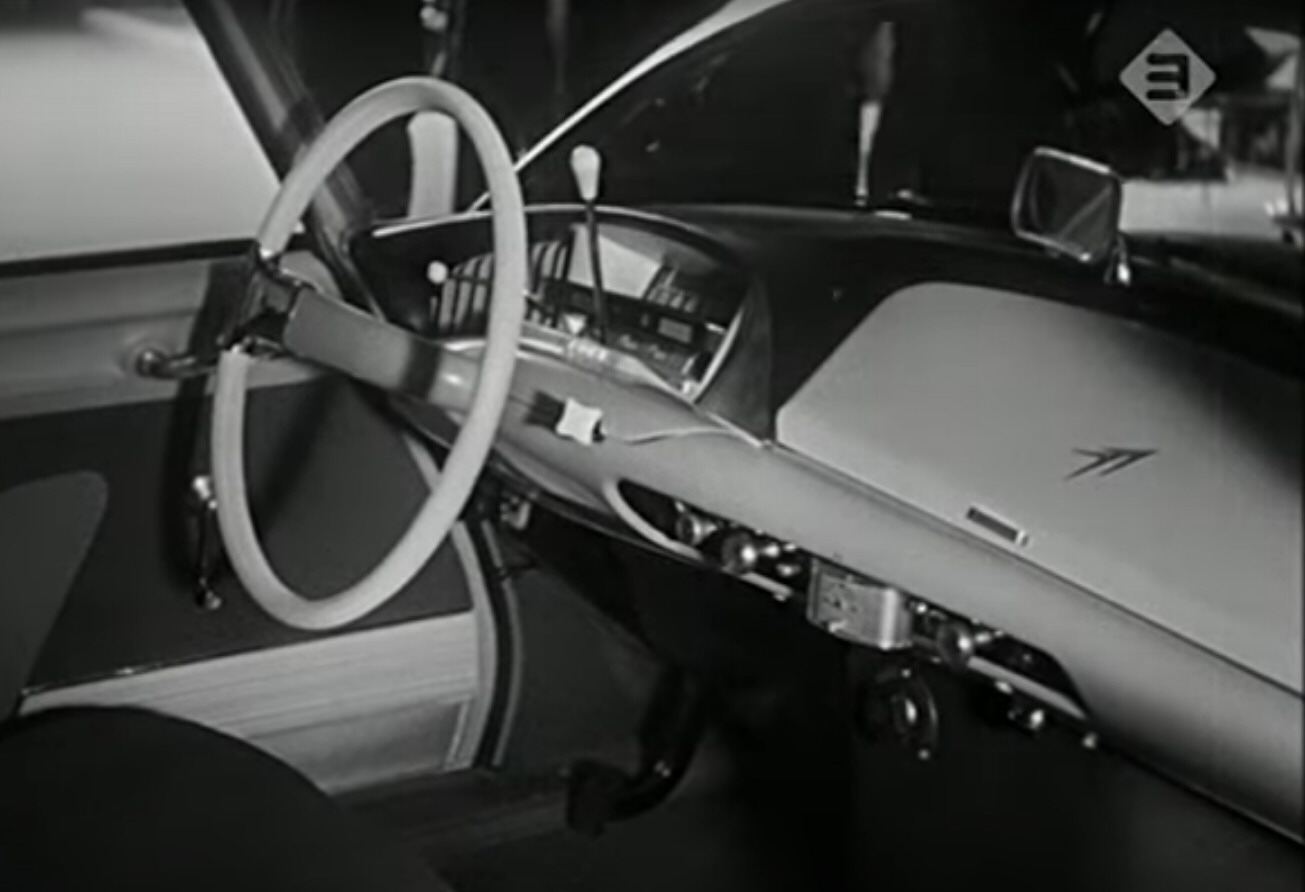
Het uit nylon vervaardigde - en voor de tijd (modeljaren 1955 t/m 1960): zeer futuristische - eerste dashboard van de DS 19, ontworpen door Bertoni. Het dashboard was er in drie kleuren: aubergine; lichtblauw en crème.

In een tijdperk waarin de auto-industrie nog vrijwel uitsluitend gebruikmaakte van mechanieken, werd voor de DS een hydraulisch systeem ontwikkeld voor vering, besturing, remmen en zelfs voor de bediening van de versnellingsbak en koppeling die daarmee respectievelijk halfautomatisch en automatisch werden. Er werd een klassieke versnellingsbak toegepast die echter op vernuftige wijze hydraulisch werd bediend met een vederlicht werkende selecteurhendel. Er werd een gewone, enkelvoudige droge plaatkoppeling gebruikt maar die werd geheel automatisch hydraulisch bediend. Zo ging er geen motorvermogen verloren in een koppelomvormer. Naast deze oorspronkelijke versie met halfautomaat, de 'hydraulique', werd de DS vanaf het voorjaar van 1963 ook leverbaar met een klassieke mechanisch bediende versnellingsbak en koppeling, de 'mécanique'.
De bijzondere technische eigenschappen van de DS waren met name gelegen in de gelijktijdige toepassing van hydropneumatische vering, voorwielaandrijving en schijfremmen. De carrosserie was de uitkomst van het zoeken naar een vorm die een lage luchtweerstand zou combineren met een stabiel weggedrag. De gekozen druppelvorm leidde tot een brede vloeiende neus, aflopende daklijn en een grotere spoorbreedte vóór dan achter (1500, resp. 1300 mm). De wegligging werd daardoor bevorderd in combinatie met voorwielaandrijving, laag zwaartepunt, zeer lange wielbasis (3.125 m) en een tamelijk extreme gewichtsverdeling; de asdruk vóór is tweemaal zo groot als achter. De lange wielbasis gaf bovendien een, naar Europese normen ongekende hoeveelheid beenruimte voor de achterpassagiers. De DS was ook de eerste auto ter wereld die voldeed aan de thans algemeen gehanteerde maatstaf voor optimale wegligging: de wielen zaten 'op de vier hoeken van de auto'. Het zwaarste element, de motor, lag geheel achter de vooras. In technische zin was de DS daardoor een auto met middenmotor.
Het gewicht werd zoveel mogelijk beperkt. Om een zo laag mogelijk zwaartepunt te verkrijgen, werden bovendien de carrosseriedelen die verticaal gezien ver van de bodem lagen, van zo licht mogelijke materialen vervaardigd. Zo kreeg de auto een polyester dak, een aluminium motorkap en in de eerste jaren zelfs een plexiglas achterruit. In het interieur werden voor de bekleding van de stoelen geheel nieuwe materialen gebruikt zoals rayon (Jersey Rhovyline) en vanaf modeljaar 1958 Nylon Helanca). Het dashboard van de DS was het grootste stuk industrieel vervaardigde nylon ter wereld. Bij de latere en duurdere Pallas-modellen werden ook meer klassieke bekledingsmaterialen gebruikt, zoals leer. Voor de veiligheid, maar vooral ook om het vernieuwende karakter te versterken, werd een eenspakig stuurwiel toegepast.

### Werking van de hydropneumatische vering

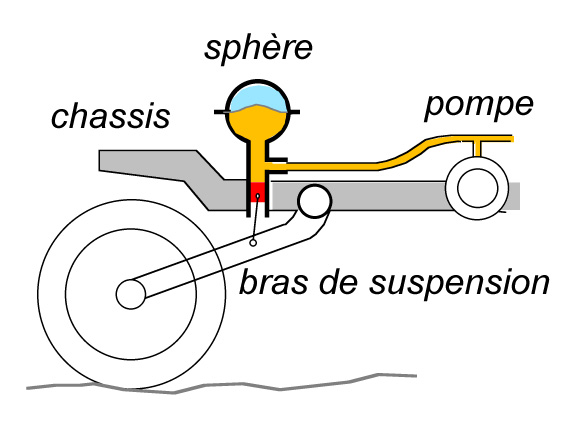
vertaling: chassis; (veer)bol; wielarm; pomp

Het principe van de vering is weergegeven in de afbeelding hiernaast. Boven ieder wiel is een holle stalen bol geplaatst, de 'veerbol', die van binnen halfweegs is voorzien van een goed rekbaar membraan van osmosevrij synthetisch rubber. Boven het membraan bevindt zich samengeperste stikstof (afbeelding: blauw). De veerbol is gemonteerd op een aluminium 'veercilinder' die gevuld is met hydraulische olie (afbeelding: geel) en waarin een plunjer (afbeelding: rood) kan bewegen die mechanisch met de wielophanging is verbonden. De plunjer volgt dus alle (verticale) wielbewegingen. Bij invering wordt de olie door de plunjer tegen het membraan geperst en fungeert de daarboven aanwezige gasvoorraad als veermedium (gassen zijn samendrukbaar, vloeistoffen niet). De olie moet onder in de veerbol nauwe openingen met veerbelaste kleppen passeren, waardoor het geheel ook werkt als hydraulische schokdemper.

#### Hoe de auto omhoog komt
In de ruststand is de olie drukloos. De plunjer bevindt zich diep in de veercilinder en de auto rust op de aanslagrubbers van de wielophanging, met de bodem vlak bij de grond. Als de motor wordt gestart, brengt een hydraulische pomp de olie tussen de plunjer en het membraan van de veerbol onder druk en wordt door de toestromende olie het membraan tegen de gasdruk van de stikstof in, omhoog gedrukt, waardoor het gas verder wordt samengeperst. Wanneer de kracht die de tegendruk van de stikstof via de olie op de plunjer uitoefent, groter wordt dan de kracht waarmee de plunjer in de cilinder wordt geperst (veroorzaakt door het gewicht van de auto), zal de plunjer naar beneden bewegen. Doordat de wielen op de grond staan, duwt de reactiekracht de auto omhoog.

#### Automatische hoogtecorrectie
In de toevoer van de olie vanaf de pomp naar de veercilinder bevindt zich een driewegklep, de 'hoogteregelaar' (niet afgebeeld), die enerzijds aan de carrosserie is bevestigd en anderzijds aan de wielarm. Wanneer een bepaalde hoek is bereikt, sluit zich de klep en bevindt de auto zich op die hoogte in een evenwichtspositie: de 'rijstand'. Wanneer de belading toeneemt bijvoorbeeld doordat passagiers instappen, zal de auto inveren, waardoor de klep van de hoogteregelaar zich weer opent en olie toestroomt totdat de 'rijstand' weer is bereikt en de klep zich sluit. Stappen passagiers uit, dan veert de auto op, waardoor de hoogteregelaar zich in tegenovergestelde richting opent en oliedruk laat ontsnappen, zodat de auto terugzakt in de rijstand. Er zijn twee van dergelijke hoogteregelaars, en de automatische hoogtecorrectie werkt daardoor afzonderlijk op de voor- en achteras. Deze voorziening maakte de auto ook zeer geschikt voor het trekken van een aanhanger of caravan, omdat de dissellast geen enkele invloed heeft op de bodemvrijheid.

#### Rijstanden en krikstand
De bestuurder kan handmatig vijf hoogten instellen: de rijstand en twee verhoogde rijstanden om desgewenst meer bodemvrijheid (en een stuggere vering) te verkrijgen; een 'krikstand' om de auto zo hoog mogelijk van de grond te verheffen en er aan een van de twee zijkanten een bij de auto behorende 'kriksteun' onder te kunnen plaatsen, en ook één stand om de oliedruk geheel uit het veersysteem te laten ontsnappen en de auto dus maximaal te laten zakken. Wanneer dit laatste gebeurt nadat eerst de kriksteun onder de auto is geplaatst, zal deze aan één kant helemaal naar beneden zakken en door de reactiekracht van de stabilisatorstangen trekt de auto dan aan de kant waar de kriksteun staat twee wielen in, zodat die vrij van de grond komen en naar believen kunnen worden gedemonteerd.

#### Voor- en nadelen
De hydropneumatische vering levert een theoretisch ideale karakteristiek op doordat bij toenemende belading het gas steeds verder wordt samengeperst en de vering navenant stugger wordt. Een DS kan daardoor nooit 'door de veren gaan', hoe zwaar men de auto ook belast. De vering geeft een hoog niveau van comfort, maar een nadeel is dat de auto erg overhelt in de bochten. Om dit laatste op te lossen is al in de jaren '50 ook een links/rechts hoogtecorrectie getest, waarmee de auto volkomen vlak bleef in de bochten, maar die heeft op de DS nooit het productiestadium bereikt.

### Overige hydraulische organen
Om het veersysteem van druk te voorzien is gebruikgemaakt van een hydraulische pomp van een type zoals voordien alleen in vliegtuigen werd toegepast. Deze pomp is ook aangewend om de auto te voorzien van rem- en stuurbekrachtiging en hydraulisch bediende versnelling en koppeling. Om een gelijkmatige werking te verkrijgen, heeft het systeem een 'voorraadbol'. Deze is fysiek vrijwel identiek aan een veerbol en fungeert als accumulator. Een 'hogedrukregelaar' houdt de druk in de voorraadbol binnen nauwe grenzen. Om veiligheidsredenen is er voor de voorremmen nog een 'remaccu', een afzonderlijke drukvoorraad waarmee nog enkele tientallen malen geremd kan worden nadat de druk in het hydraulische circuit, door welke oorzaak ook, is weggevallen.

### Andere vernieuwingen

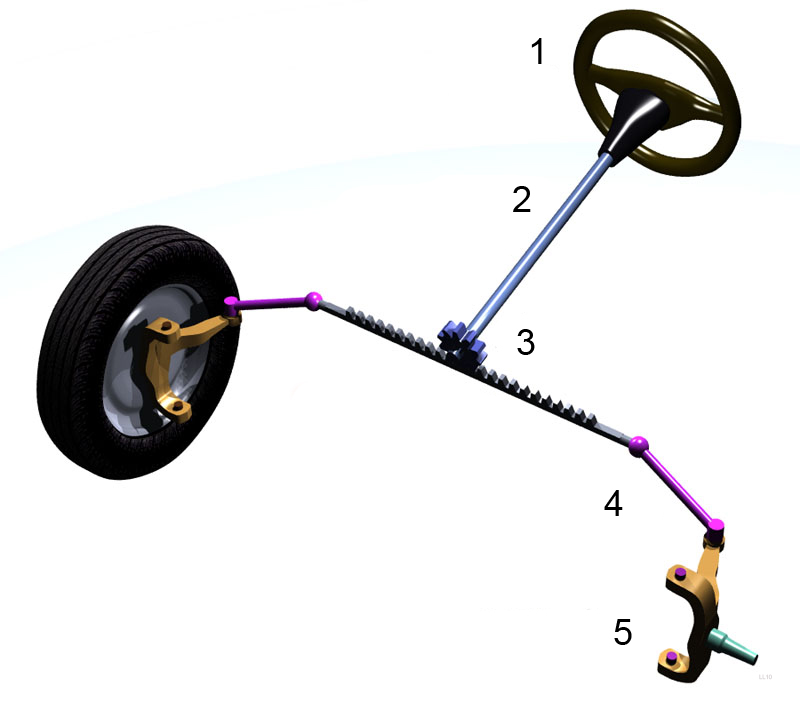
Klassieke constructie waarbij de hartlijn van de fusee buiten die van het wiel ligt.

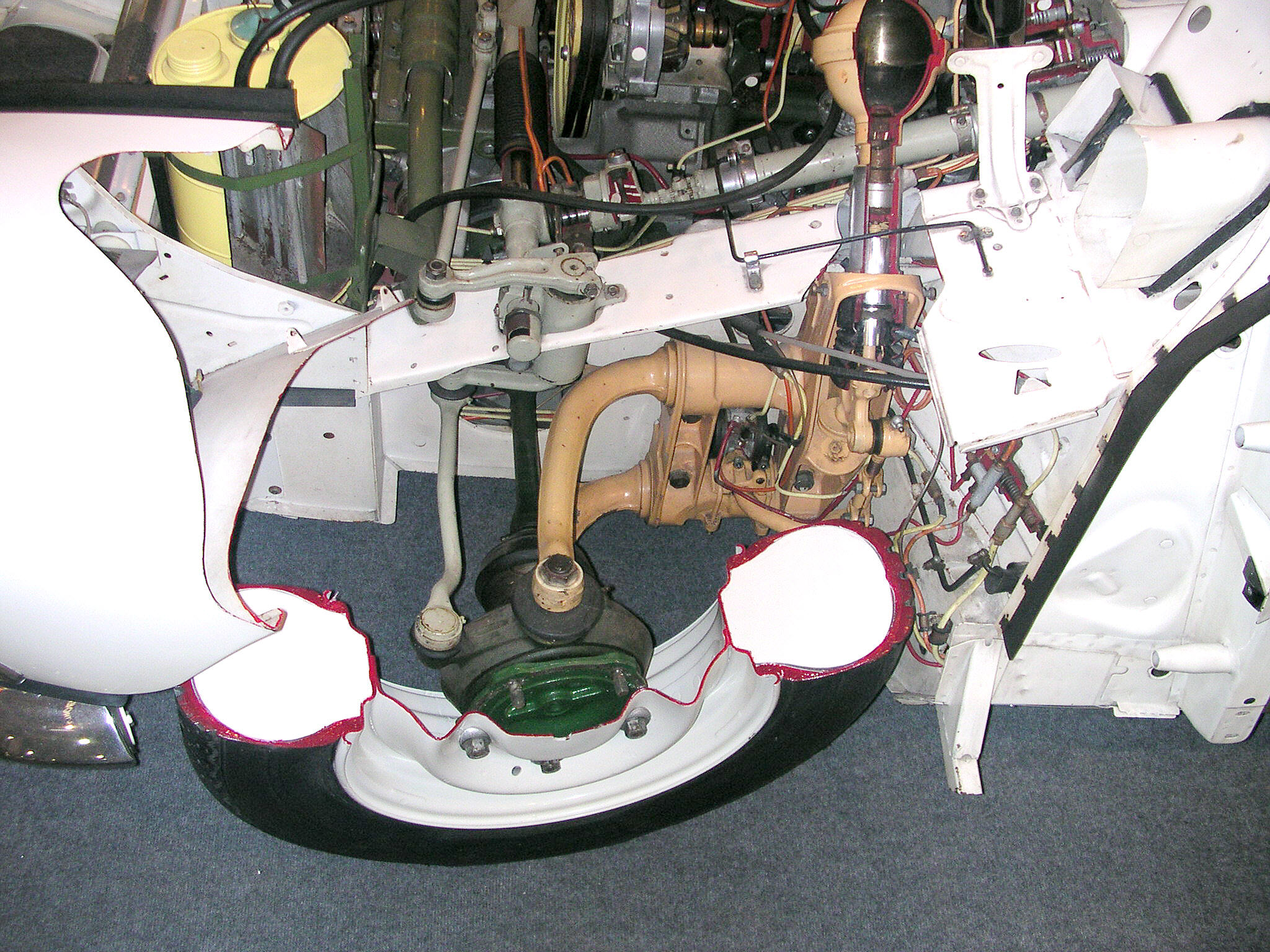
Voortrein van de DS met samenvallende hartlijnen van fusee en wiel.

De DS wordt wel beschouwd als de meest innovatieve naoorlogse auto van de 20e eeuw. Naast de hydraulische primeurs waren er tal van andere, minder opvallende, maar daarmee niet onbelangrijke vernieuwingen. Zo was het de eerste grote-serieproductieauto met schijfremmen; was een sterk gewelfde voorruit toegepast waarvan de raamstijlen smaller waren dan de afstand tussen de menselijke ogen zodat er geen dode hoek bestond (twee vlakke voorruitjes met middenstijl waren voor Europese auto's in 1955 nog heel gewoon); het was de eerste auto met een benzineleiding van kunststof (Rilsan) en een gladde, geheel gesloten bodem. Bijzonder was ook dat de voortrein van de auto zo was geconstrueerd dat de hartlijn van de fusee samenviel met die van het wiel (welk principe ook al was toegepast bij de Citroën 2CV). Daarmee werd een uitzonderlijke stabiliteit van de besturing bereikt en wel zodanig dat de auto met een geklapte voorband, ook bij hoge snelheid probleemloos rechtuit bleef rijden. Een demonstratie daarvan was het op volle snelheid met het rechter voorwiel in een rechtopstaand mes rijden en vervolgens het stuur loslaten waarbij de auto keurig rechtuit bleef rijden.
De DS had ook een zeer goede veerreactie op grote oneffenheden in het wegdek. De vering was afgestemd op de slechte naoorlogse Franse wegen. Er was een souplesse bereikt die ervoor zorgde dat een gat in het wegdek of het omgekeerde: een hobbel in de weg, ook bij hoge snelheid nauwelijks voelbaar was. Heel vernieuwend was ook het kleurenpalet van de DS-en. In een tijdperk waarin auto's nog veelal zwart, grijs, donkerblauw, donkergroen en dergelijke 'gedekte' kleuren hadden, verschenen plots voertuigen die niet alleen qua vormgeving erg afweken, maar die ook geleverd werden in uitdagende, welhaast 'schreeuwende' kleuren, wat nog nooit eerder was vertoond (zie hierboven de afbeelding van de 'eerste neus' in gifgroen).
De auto was zijn tijd in veel opzichten twintig jaar vooruit. De uitzonderlijke eigenschappen van de 'auto die zichzelf oppompt' zoals die werden bereikt door de hydraulische techniek, die voordien alleen in de luchtvaart werd toegepast, werden door technische leken in 1955 beschouwd als werkelijkheid geworden sciencefiction.

### Remsysteem

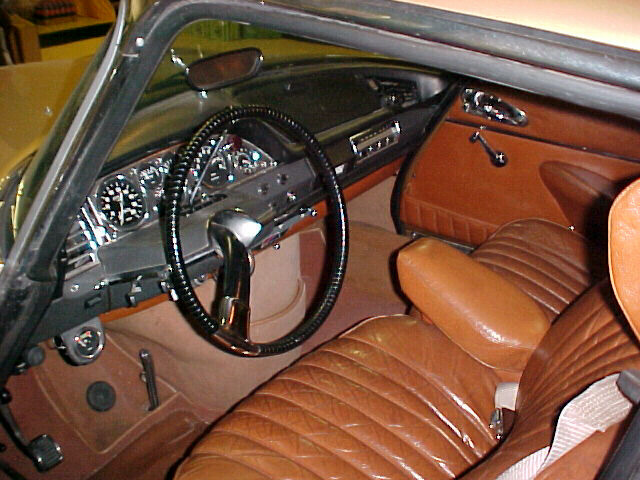
Interieur DS 21 Pallas hydraulique modeljaar 1969 met leren bekleding en alle opties, w.o. een speciaal instrumentenpaneel ('Jaeger-tableau'), met afzonderlijke, ronde meters. Op het schutbord duidelijk zichtbaar de rem-champignon. Het pedaal links is van de parkeerrem. De selecteurhendel voor de versnelling bevindt zich op de afdekplaat van de stuurkolom. Zie ook de grote uitstulping die nodig was om plaats te bieden aan de ver naar achteren geschoven motor.

Alleen de voorwielen waren van schijfremmen voorzien, maar dat waren zeer krachtige. Om daar mogelijk uit voortvloeiende overmoed van de berijders te voorkomen, is bij de latere modellen op de snelheidsmeters niet alleen het aantal kilometers per uur vermeld maar ook de bijbehorende remweg bij droog wegdek. Er is jarenlang geprocedeerd over de remmen omdat Dunlop, dat als eerste een ontwerp voor een vergelijkbaar type schijfrem had geoctrooieerd, meende dat Citroën inbreuk had gemaakt op haar intellectueel eigendomsrecht. Citroën heeft dat proces echter gewonnen en Rolls-Royce heeft toen voor de Silver Shadow, Silver Spur en Silver Spirit onder licentie gebruikgemaakt van het Citroën-ontwerp. Aan de achterwielen zijn klassieke trommelremmen toegepast maar de remdruk past zich daar automatisch aan de belasting aan en ook de verdeling van de remkracht over de voor- en achterwielen was van die belasting afgeleid. In plaats van een rempedaal werd een zeer laag op het schutbord geplaatste paddenstoelvormige knop (de 'champignon', zichtbaar op de hiernaast geplaatste foto) gebruikt met een totale slag van slechts enkele millimeters. Daardoor kon bij een noodstop de hak van de rechtervoet op de vloer blijven rusten terwijl alleen de voorvoet zich van gaspedaal naar rem verplaatste, wat een paar kostbare tienden van een seconde tijdwinst gaf.

### Motor

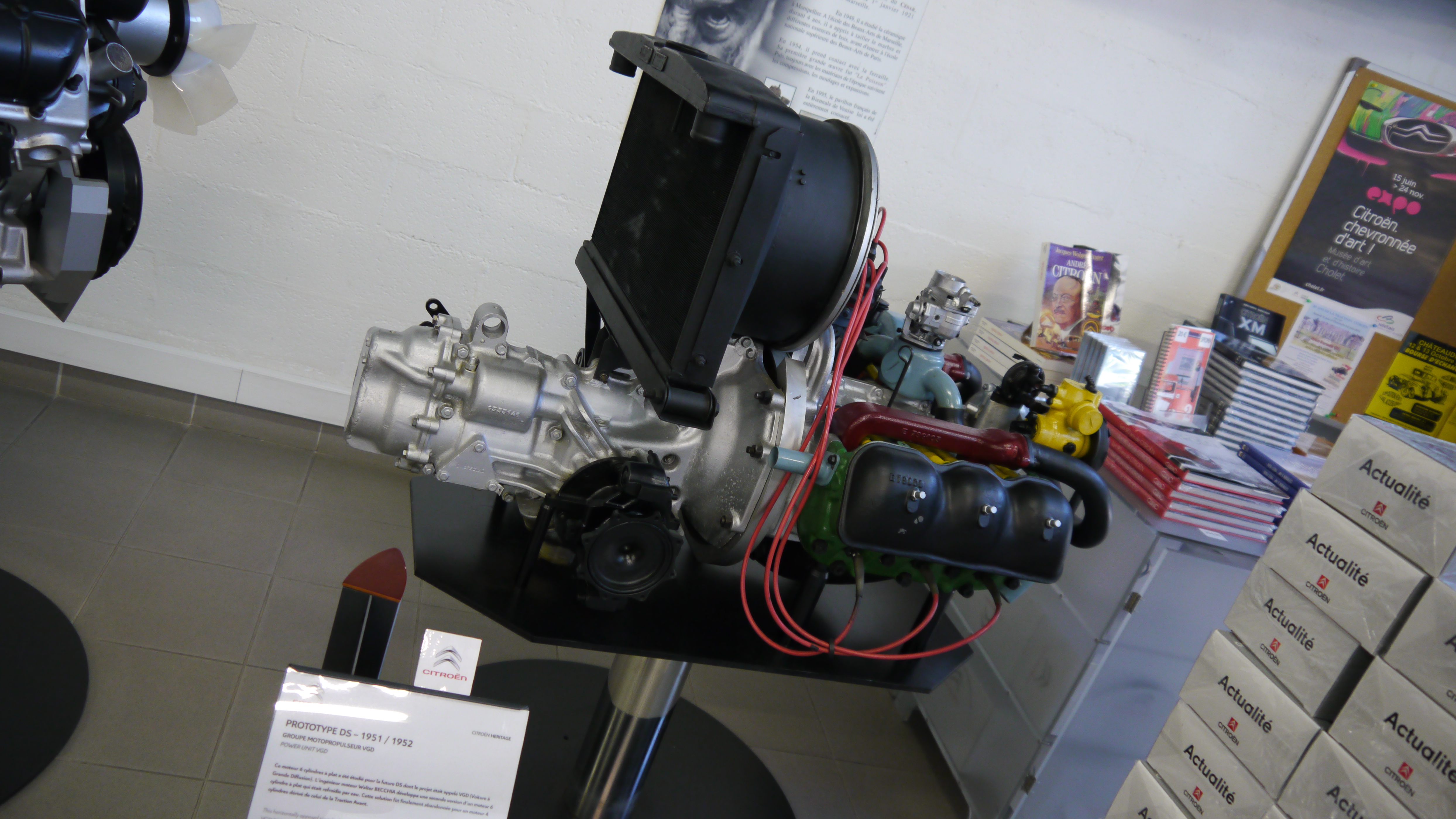
Prototype van de door Becchia ontwikkelde, maar nooit tot wasdom gekomen aandrijfgroep met zescilinder boxermotor.

De lucht- en watergekoelde zescilinder boxermotoren die door Walter Becchia voor de DS werden ontworpen, bleken hun beloftes niet waar te kunnen maken, zodat in een laat stadium uit nood werd teruggegrepen op de door Maurice Sainturat al in de jaren '30 ontwikkelde viercilinder lijnmotor met bijbehorend differentieel en versnellingsbak van de Traction Avant. Vanwege de plaats van de aandrijfassen vóór de motor kwam deze ver naar achteren te liggen, wat ook nodig was om de hoge motor onder de lage motorkap te laten passen. Dit veroorzaakte een grote uitstulping in het interieur: het achterste deel van de motor staat in dwarsdoorsnede gezien tussen de voeten van de chauffeur en die van de voorpassagier. Deze oplossing was echter zeer bevorderlijk voor de wegligging omdat het zwaartepunt ruim achter de voorwielen kwam te liggen. De luchttoevoer voor de - ook ver naar achteren staande - radiateur van de watergekoelde motor kwam uit een opening onder de voorbumper en werd door een tunnel van aluminium plaatmateriaal geleid. De ruimte tussen het motordeksel en die tunnel bood plaats aan het reservewiel zodat de kofferbak van 500 liter inhoud geheel beschikbaar bleef voor bagage.
De motor werd wel gemoderniseerd door deze te voorzien van een nieuw ontwikkelde, lichtmetalen 'cross flow' cilinderkop. De kleppen stonden onder 60 graden en de inlaatkleppen waren aanzienlijk groter dan de uitlaatkleppen, waardoor een betere cilindervulling werd bereikt. Ook de vorm van de verbrandingsruimtes werd gemoderniseerd (halfbolvormig).  In 1965 werd de motor nogmaals herzien, maar het bleef toch een doorontwikkeling van hetzelfde blok. Het was wel een heel betrouwbare krachtbron, die met minimale aanpassingen nog tot in de jaren '80 in de HY- en CX-modellen van Citroën werd gebruikt en zelfs nog langer heeft doorgeleefd als basis voor een (turbo) dieselmotor en zo dus meer dan 50 jaar dienst heeft kunnen doen. De ID/DS-motor kent nauwelijks storingen en is zeer slijtvast. Doordat in de lichtmetalen kop geharde kleppen waren toegepast, is de motor bovendien zonder aanpassingen geschikt voor het gebruik van LPG en moderne benzine met ethanol.

### Versnellingsbak en koppeling

#### Hydraulique
De DS werd aanvankelijk alleen geleverd met een semi-automatische versnellingsbak. De bak zelf was afkomstig uit de Traction Avant maar er was een vierde versnelling toegevoegd en de versnellingen en de koppeling werden door een vernuftig hydraulisch systeem bediend.
Op de afdekplaat van de stuurkolom bevindt zich een selecteurhendel die het zgn. 'bloc hydraulique' bedient van waaruit de koppeling en de versnellingsbak hydraulisch worden aangestuurd. De tip van deze hendel zit direct achter het stuur zodat hij vrijwel zonder het stuur los te laten kan worden bediend.  Door de hendel vanuit de neutrale positie tegen een veerdruk in, naar links te bewegen wordt het startrelais bediend zodat de motor aanslaat. Deze draait dan op een iets verhoogd stationair toerental. Als de remchampignon wordt ingedrukt, wordt het toerental automatisch verlaagd naar een waarde waarbij de koppeling niet aangrijpt (het zgn. 'beremde' toerental). Na het inschakelen van de eerste versnelling en loslaten van de remchampignon ontstaat weer het verhoogde toerental en de koppeling begint daardoor juist aan te grijpen. De auto 'kruipt' daardoor net zoals een volautomaat. Door gas te geven koppelt de motor volledig en afhankelijk van de stand van de gasklep in de carburateur gebeurt dit sneller of langzamer. Zo wordt de bediening van de koppeling dus automatisch aangepast aan de mate waarin het gaspedaal wordt ingetrapt. Indien gewenst kan de snelheid van koppelen bovendien met een stelschroef op het hydraulische orgaan 'onder de motorkap' (de 'koppelingsregelaar') worden aangepast aan de rijstijl van de berijder.
Zodra de selecteurhendel uit een versnelling wordt genomen, ontkoppelt de motor; gaat de versnellingsbak in de vrijloop en wordt het toerental automatisch begrensd op ca. 2.000. Als weer een versnelling wordt gekozen, schakelt de versnellingsbak die in en vervolgens vindt weer koppeling plaats van de motor aan de bak. De snelheid van die (her)koppeling wordt ook weer automatisch bepaald. Bij het opschakelen wordt steeds het gas even teruggenomen. Bij terugschakelen blijft het gas ingetrapt. Door de automatische beperking van het toerental op 2.000 omwentelingen vindt dan vanzelf een soepele terugschakeling in de lagere versnelling plaats. Bij loslaten van het gas of remmen tijdens het rijden, vindt geen ontkoppeling plaats zodat 'op de motor' kan worden afgeremd. Pas wanneer de auto bij het afremmen vrijwel stilstaat zorgt het 'beremde' toerental voor het ontkoppelen (zodat bij een stoplicht de motor niet afslaat).
Met dit systeem is starten met een ingeschakelde versnelling onmogelijk. In stilstand is de motor altijd ontkoppeld en er is dus - anders dan bij een volautomaat - geen 'parkeerstand'. Om wegrollen van de geparkeerde auto te voorkomen moet dus altijd de parkeerrem worden gebruikt. Deze is - volgens een door Citroën gekoesterd principe - aangebracht op de voorwielen. Bij de latere modellen gebeurde dit met afzonderlijke remklauwen en -blokken. Om voldoende kracht op de parkeerrem te kunnen uitoefenen wordt deze bediend met een (geheel links geplaatst) pedaal dat in de ingetrapte positie kan worden vergrendeld en ontgrendeld. Onder het plateau van de stuurkolom zit een hendeltje waarmee de bediening van de versnellingen wordt uitgeschakeld en de motor aan de bak in vrijloop wordt gekoppeld. Zo kan de motor in voorkomend geval met behulp van de standaard meegeleverde slinger worden gestart.
Het systeem heeft wel een nadeel dat zich met name doet gelden in de koudere landen: omdat het stationaire toerental bepaalt of de koppeling aangrijpt of niet, is het niet verantwoord om te rijden met uitgetrokken chokeknop. Daarmee wordt namelijk niet alleen de smoorklep van de carburateur bediend, maar ook wordt het stationaire toerental ermee verhoogd. Door dat hogere toerental - dat ook bij bediening van de rem dan niet meer daalt tot de waarde waarbij de motor vanzelf wordt ontkoppeld - blijft de koppeling in werking zolang een versnelling is ingeschakeld. In plaats van te ontkoppelen moet dan steeds met de selecteurhendel de vrijloop worden gekozen, wat gemakkelijk wordt vergeten. Wanneer wordt volstaan met op de rem trappen stopt de auto weliswaar, maar verslijt (of verbrandt zelfs) de koppelingsplaat. Het instructieboekje van de DS 'hydraulique' bevatte dan ook de waarschuwing dat bij koude start pas met de auto gereden kan worden nadat de motor zodanig is opgewarmd dat de chokeknop weer kan worden ingeduwd.

#### Mécanique
De ID was altijd uitgevoerd met een mechanisch bediende (inwendig identieke) versnellingsbak en stuurversnelling. Vanaf modeljaar 1963 was deze configuratie ook optioneel en zonder prijsverschil leverbaar op de DS. Vanaf modeljaar 1970 was er ook een mechanische vijfbak verkrijgbaar. Het topmodel ID: de 'D super 5' werd standaard met DS 21 motor en 5-bak geleverd. De versnellingsverhoudingen van de diverse bakken verschilden overigens per type en soms ook per jaargang.

#### Automatique
Vanaf modeljaar 1972 was ook een volautomatische drieversnellingsbak (fabrikaat: BorgWarner) leverbaar op de DS 21 en nadien bij de opvolger daarvan, de DS 23. Op de Amerikaanse markt - waar een automatische versnellingsbak de standaard was - is de 'automatique' echter nooit verkocht. Wel was dit het geval op de Australische markt.

### Hydraulische olie
Een voorloper van het hydropneumatische veersysteem is in 1954 toegepast op de achteras van de Traction Avant 15H met gebruikmaking van Lockheed (rem)olie. Voor de DS werd door Citroën een synthetische olie volgens eigen specificaties ontwikkeld onder de naam LHS (Liquide Hydraulique Synthétique, rood gekleurd). Deze veroorzaakte  evenwel problemen. Met name door de grote veerbewegingen wordt er in het systeem veel hydraulische olie verplaatst en de auto heeft daarom een voorraadvat met een inhoud van ca. 5 liter. Daarin rijst en daalt het niveau steeds, zodat het vat geventileerd moet zijn. Bij dalende oliespiegel wordt dus lucht aangezogen. De synthetische olie was echter hygroscopisch en nam dus waterdeeltjes op uit de aangezogen lucht. Daardoor verslechterden niet alleen de eigenschappen van de olie, maar ook oxideerden daardoor de hydraulische organen inwendig. In 1966 is daarom overgestapt op een minerale (en dus: hydrofobe) olie: LHM (Liquide Hydraulique Minéral, groen gekleurd).

### Verlichting

#### Automatische hoogteverstelling
De DS was vanaf modeljaar 1966 verkrijgbaar met 'zelfstellende' koplampen (standaard op DS 21 en 'Pallas'). Dit was opvallend omdat de auto door de hoogteregelaars op de voor- en achteras bij iedere beladingstoestand dezelfde hoek met de weg behield, zodat hoogteverstelling van de koplampen, afhankelijk van de belading nu juist bij deze auto niet nodig was. De reden ervoor was gelegen in de extreme souplesse van de hydropneumatische vering. Bij fors accelereren gooide de auto daardoor 'de neus omhoog' en zo werden tegenliggers dan toch even door de koplampen verblind. Het correctiesysteem was geheel mechanisch: de beide koplampunits, bestaande uit reflector; lamp en glas waren los achter de koplampringen geplaatst en ze waren door middel van een scharnierende as met elkaar verbonden. Aan zowel de voorste als de achterste Stabilisatorstang was een Bowdenkabel bevestigd. De beide kabels kwamen onder de motorkap bij elkaar en waren via een eenvoudig mechaniek zodanig met de as van de beide koplampen verbonden dat wanneer door verdraaiing van de stabilisatorstangen de ene kabel 'langer' werd en de andere 'korter', dit resulteerde in een overeenkomstige verdraaiing van de koplamp-as, en daarmee dus van de beide koplampen. De verdraaiing was gestabiliseerd met een trekveer. Om te voorkomen dat de lampen door oneffenheden in het wegdek zouden gaan trillen, was aan de koplamp-as ter hoogte van het rechter voorscherm ook een stang bevestigd naar een speciaal hydraulisch schokbrekertje. Het effect van deze regeling was dus dat bij het accelereren (de neus omhoog) en bij het remmen (de neus naar beneden) de lichtbundels van de koplampen op vrijwel constante afstand van de voorzijde van de auto bleven.

#### Meesturende verstralers

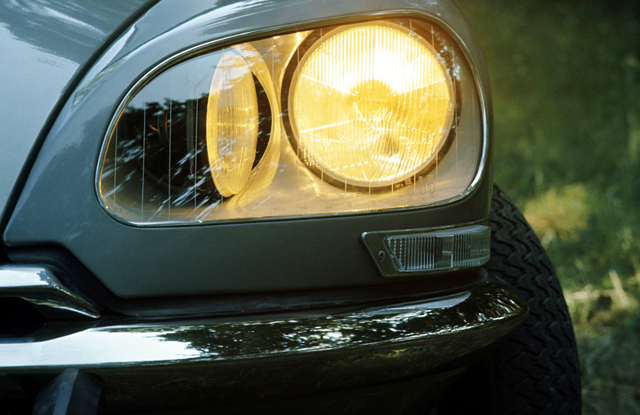
Meedraaiende verstraler DS

Bij de facelift van modeljaar 1968 ('derde neus') waarbij vier koplampen achter glas werden toegepast, waren de binnenste twee lampen zgn. verstralers, die elk waren voorzien van een H1-halogeenlamp. Deze units draaiden in het horizontale vlak met het stuur mee en wel royaal meer dan de stuuruitslag, zodat de berijder 's nachts op een onverlichte weg bij het insturen van een bocht al 'op voorhand' kon zien waar hij naartoe ging rijden. Ook dit was een geheel mechanisch systeem met kabels en veren. Het bijzondere was dat bij een grote stuuruitslag de tegenoverliggende lamp maar beperkt mocht draaien omdat deze anders in het lamphuis zou gaan schijnen. Bij het verdraaien van het stuur bewogen daarom de beide lampen parallel totdat de lamp die naar binnen draaide niet verder moest. Deze stopte dan met draaien en de andere lamp draaide helemaal naar buiten (tot 80 hoekgraden, zoals op de nevenstaande afbeelding is te zien). Bij terugdraaien van het stuur bewoog dan eerst weer alleen de naar buiten schijnende lamp en vervolgens ging de andere lamp dan weer meebewegen totdat alles weer in de rechtuit stand stond.

## Wat de DS aan de 2CV te danken heeft
De 2CV (in Nederland beroemd als 'lelijk eendje') werd op de salon van 1948 gepresenteerd en was net als de DS van 1955 al ronduit revolutionair. Beide auto's waren het geesteskind van André Levèbvre en een belangrijke conceptuele overeenkomst was eigenlijk een anachronisme. Anders dan de Traction avant uit 1936, hadden de 2CV en de DS geen zelfdragende carrosserie, maar een variant van de traditionele constructie van chassis en carrosserie. Beide auto's hadden een zeer stijf platform met daarop een zeer lichte opbouw. Bij de 2CV was dat vanuit de gedachte dat de carrosserie zo functioneel mogelijk diende te zijn en in wezen alleen maar diende als 'paraplu'. Bij de DS was het de uitkomst van het streven naar optimale wegligging: een zo licht mogelijke carrosserie om een zo laag mogelijk zwaartepunt te krijgen. Voor wat de wielophanging betreft waren er ook sterke gelijkenissen: beide auto's kregen wielarmen in de lengterichting van de auto en aan de voorzijde 'pivot dans l'axe': het draaipunt van de besturing (de fusee) in de hartlijn van het wiel. Ook zaten bij beide ontwerpen de wielen 'op de vier hoeken van de auto'. Voor de 2CV was er uit oogpunt van bezuiniging gekozen voor een ontsteking zonder stroomverdeler: daardoor kregen steeds de beide cilinders een vonk, terwijl dat maar in één cilinder nodig was. Bij de DS werd dit 'loze vonk' systeem overgenomen vanuit de wens, de ontsteking zo storingsvrij mogelijk te maken. Het 2CV systeem werd simpelweg verdubbeld: twee bobines en contactpunten, die elk twee cilinders van vonken voorzagen, waarvan er steeds één overbodig was. Na enkele jaren is in de DS echter weer een enkele bobine met de gebruikelijke verdeler toegepast. De moderniseringen aan de cilinderkop die de traction-motor geschikt moest maken voor de DS waren ook grotendeels al in de 2CV toegepast: half bolvormige verbrandingsruimte; cross flow en kleppen onder 60 graden.       

## Citroën ID
Eind 1956 werd de Citroën ID (idée) voorgesteld aan het publiek. Uiterlijk was deze auto grosso modo gelijk aan de DS, maar het was een om prijstechnische redenen 'uitgeklede' variant met eenvoudiger techniek, minder motorvermogen en soberder uitvoering. De auto was op een minder gefortuneerd en ook behoudender publiek gericht. De ID had weer een koppelingspedaal en een gewone versnellingshendel, waardoor kon worden volstaan met een aanzienlijk vereenvoudigd hydraulisch systeem en de op iets eenvoudigere wijze hydraulisch bekrachtigde remmen werden bediend door een 'normaal' rempedaal. Het futuristische nylon dashboard werd vervangen door een voor die tijd meer alledaags (stalen) ontwerp. De goedkoopste uitvoering, specifiek voor de Franse thuismarkt, de ID 'Normale' had zelfs geen stuurbekrachtiging, een gemis dat moest worden gecompenseerd door een extra groot stuur. De exportmodellen en de latere, steeds luxere uitvoeringen van de ID (vanaf 1970: D Spécial; D Super en D Super 5 genaamd) hadden wel stuurbekrachtiging en andere voorzieningen van de DS, maar - behoudens in de stationwagens, de 'break' - geen 'remchampignon' en de hydraulische halfautomatische voorziening voor koppelen en schakelen bleef voorbehouden aan de DS.

## Uitvoeringen van de ID/DS
In de twintig jaren (1955 -1975) dat de auto in productie was, zijn er in totaal 1.455.746 stuks gefabriceerd: 1.330.755 in Frankrijk en 124.991 elders; er waren productielijnen in Engeland (Slough) en assemblagelijnen in onder meer België (Forest/Vorst), Portugal (Mangualde), Mexico, Zuid-Afrika, en Australië.
De ID/DS werd tot en met 1975 gebouwd in veel verschillende uitvoeringen, steeds luxueuzer en motorisch krachtiger. Vanaf september 1964 werd ook een zeer luxueuze uitvoering van de DS geleverd onder de type-aanduiding 'Pallas'. De stoelen waren fraaier gestoffeerd (optioneel ook met bruin of zwart leer) en voorzien van dikke inwendige kussens, vervaardigd van 'Dunlopillo' schuimrubber. Aan de buitenzijde van de carrosserie waren op drie niveaus roestvaststalen sierlijsten gemonteerd; er waren tal van extra geluid- en trillingwerende voorzieningen getroffen en de algehele afwerking was verfijnd.
De eerste 'facelift' van 1963 (van eerste naar tweede 'neus') was heel bescheiden geweest maar bij het modeljaar 1968 werd er forser ingegrepen. Het ontwerp van deze 'derde neus' was ingezet door Flaminio Bertoni en werd na diens overlijden voltooid door diens leerling en opvolger Robert Opron: dubbele koplampen achter glas, met bij de meeste modellen in de bocht meedraaiende verstralers. Vanaf december 1971 werd als optie voor de DS 21 ook een volautomatische versnellingsbak van het Amerikaanse fabricaat Borg Warner leverbaar.
De eerste DS (19) had een motorinhoud van 1911 cc en een topsnelheid van 140 km/h. Door successievelijk opboren van het motorblok ontstonden krachtiger versies; de DS 20, 21 en 23. Vanaf modeljaar 1970 was de DS ook leverbaar met de door Bosch ontwikkelde elektronisch geregelde brandstofinjectie (D-Jetronic): de DS 21 á injection électronique, en vanaf september 1972 ook bij de opvolger van de 21, de DS 23. Deze laatste had een motorinhoud van 2347 cc; de variant daarvan met injectie leverde 141 SAE pk en had een topsnelheid van 188 km/h.

## Nadelen van de buitenissigheid

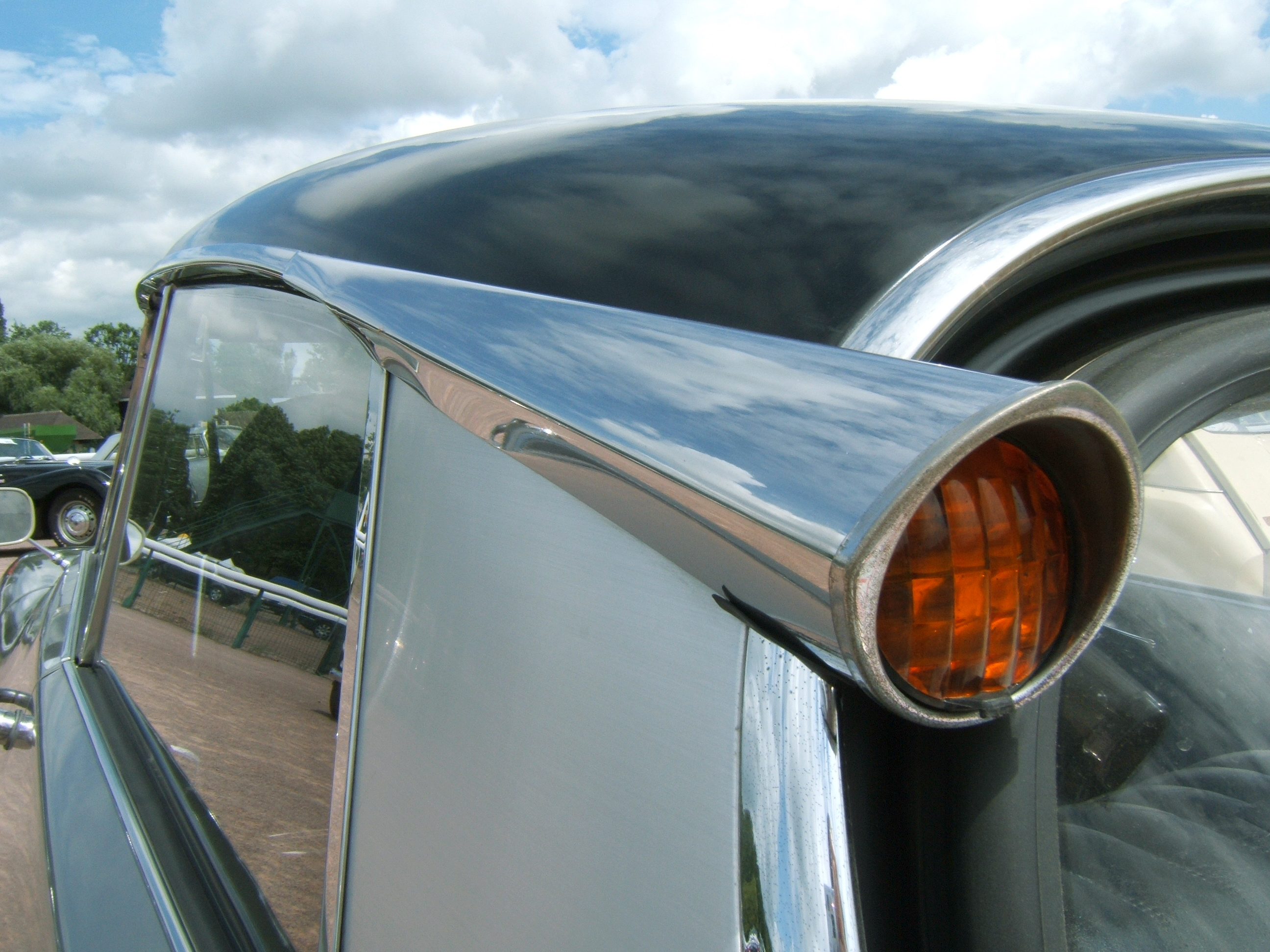
De karakteristieke vorm en plaats van het achterste knipperlicht in het verlengde van de goot, bijgenaamd 'le cornet de frites' (het frietzakje), een van de verrassende stileringen van Flaminio Bertoni.

De auto was stilistisch te afwijkend om een groot publiek te kunnen bekoren en de koper moest ook bereid zijn zich eerst een juiste bediening eigen te maken. De remknop (champignon) vereiste gewenning doordat deze een totale slag had van ca. 6 mm en weinig druk vereiste. Alle andere auto's hadden een rempedaal hoog boven het schutbord dat aanzienlijk moest worden ingetrapt voordat de rem merkbaar reageerde. Een beginnende DS-rijder moest daarom eerst met de rem leren omgaan: voorzichtig doseren en de voet niet omhoog brengen als er afgeremd moet worden want de rem zit in de DS niet hoger, maar juist lager dan het gaspedaal.
De omgang met de hydraulische bediening van de versnelling spreekt evenmin voor zich. Met de selecteurhendel achter het stuur wordt weliswaar simpel (en: foutloos) van versnelling veranderd, maar om soepel op te schakelen moet de bestuurder een zeker ritme vinden tussen gas geven en schakelen om de gangwissel zonder schokken te laten verlopen. Bij het terugschakelen moet daarentegen de voet juist niet van het gas worden genomen: zodra een versnelling wordt uitgeschakeld, begrenst het hydraulische systeem het toerental van de motor automatisch op 2000 omw/min waarmee het inschakelen in een lagere versnelling vanzelf soepel plaatsvindt. Het zijn zaken waaraan de bestuurder betrekkelijk snel kan wennen en die de bediening ten opzichte van een conventioneel rem- of schakelsysteem dan juist vereenvoudigen. Ze werden indertijd echter door autojournalisten die maar een enkele testrit maakten, vaak als afwijkend en lastig benadrukt waardoor ongetwijfeld potentiële kopers werden afgeschrikt.
De DS is bedacht door ontwerpers die geheel de vrije hand hadden en wilden tonen waartoe ze in staat waren. Dit leidde weliswaar tot een uniek product, dat de status had van nationaal prestige-object, maar niemand had tevoren afdoende onderzocht hoeveel klanten er voor een zó afwijkende auto zouden zijn. Het heeft ook jaren geduurd voordat de dealers voldoende kennis, ervaring en speciale gereedschappen hadden om de technisch zeer geavanceerde auto's, vooral het complexe hydraulisch systeem van de DS, goed te onderhouden en repareren.
Uiteindelijk zijn er door dit alles veel meer exemplaren van de goedkopere en conventionelere ID verkocht dan van de geavanceerdere DS. In Nederland was de verhouding ID:DS 24.762 tegen 9.173 stuks.

## Belangrijkste modellen ID/DS
- DS19, 19A, 20, 21, 21-ie, 23, 23-ie berline (sedan).
- ID19, 19N, 19P, 19B, 20 berline.
- DS Pallas (luxe uitvoering van de versies van de DS berline).
- DSpécial (ID-versie, opvolger van de ID19 berline).
- DSuper (luxe ID-versie met 20-motor en 4- of (optioneel) 5-versnellingsbak).
- DSuper5 (luxe ID-versie met 21-motor en 5-versnellingsbak).
- DS & ID Modèle d' administration (vaak foutief aangeduid als 'Préfecture'), speciale berline voor Franse overheidsdiensten, geleverd in diverse uitvoeringen. Meestal herkenbaar aan de zwarte schutbordjes op de C-stijl en vaak voorzien van lichtgrijze deurbekleding.
- ID19, 20, 21, 23 Break (ID-F), een 'stationwagen' die op dezelfde wielbasis als de berline, door een aangepaste carrosserie en slimme constructie met gedeelde achterklep, veel meer laad- en/of zitruimte biedt. De term 'break' (Franse uitspraak: brèk) komt van het Nederlandse 'brik', de naam van een koets met veel zitplaatsen.[70]
- DS19, 20, 21 & ID19 Prestige (berline met separatiewand en -ruit tussen voor- en achterbank), leverbaar via de Citroën-dealers en voor Citroën gebouwd door carrossier Chapron. Allerlei accessoires en meer of minder luxe uitvoeringen konden naar wens bijbesteld worden.
- DS19, 21 & ID19 Cabriolet 'Usine' (ook wel 'Décapotable' genoemd), leverbaar via de Citroën-dealers en voor Citroën gebouwd door carrossier Chapron. Eventueel leverbaar met hardtop.[bron?][71]
- ID Ambulance (Break Ambulance met medisch inbouwpakket en eventueel verhoogd dak en/of verlengde carrosserie), gebouwd door Currus, Petit, Visser, Akkermans en een aantal andere, Franse, Belgische en Nederlandse carrosseriebouwers. Via de Citroën-dealers konden alleen Currus- en Petit-ambulances besteld worden.
- Speciale luxe, praktische en sportieve modellen, gebouwd en geleverd door andere carrossiers zoals Chapron, Tissier, Bossaert, Ricou, etc.

## Aanslag op De Gaulle
'Wereldberoemd' werd de DS door de mislukte aanslag op het leven van de Franse president Charles de Gaulle door een groep commando's van de OAS met automatische wapens op 22 augustus 1962 in de Parijse voorstad Clamart. Ondanks twee lekgeschoten banden (linksvóór en rechtsachter) bleef de auto stabiel en kon de chauffeur zelfs gas bij geven om zo met een snelheid van 100 km/h aan de belagers, die de aangeschoten DS met een Renault Estafette bestelwagen achtervolgden, te ontkomen.